# 古弗尼尔·莫里斯
古弗尼尔·莫里斯（英語：Gouverneur Morris，1752年1月31日—1816年11月6日），是一名美国政治家、美国开国元勋和外交官（美国驻法大使）。他代表宾夕法尼亚出席1787年的美国制宪会议。他曾参与美国宪法大多数条款的起草工作，并成为宪法签署人之一；他被广泛視为《宪法序言》作者，人称“宪法的书法家”。當時大多数美国人认为自己是各自州的公民，而莫里斯则率先希望成为一名联盟州的公民。
他的名字来自他母亲的娘家姓是莎拉·古弗尼尔（Sarah Gouverneur），是从一个胡格诺派教徒家庭，搬到荷兰后迁居新阿姆斯特丹。1764年，神童莫里斯在12岁即考入国王学院，即现在纽约的哥伦比亚大学。1768年毕业，1771年获得硕士学位。

## 职业生涯
1775年5月8日，莫里斯当选纽约省议会议员，代表他在南部威彻斯特县（现布朗克斯县）的家庭利益。作为国会的一员，他连同他的大部分的代表同事，都致力于将美国殖民地变成一个独立的国家。然而，他倡导的独立思想，反而使得他与家人发生冲突，以及与他的导师威廉·史密斯放弃了爱国者立场。1777年至1778年，他是纽约州议会的议员。
1776年8月，经过长岛战役，英国人占领纽约市，并征收了他在曼哈顿至哈莱姆河的房产。他的母亲将房产提供给英国以军事使用。
莫里斯被任命为大陆会议的代表，并在1778年1月28日，获得在国会的席位。他立即被选中一个委员会，负责协调与乔治·华盛顿的军事改革。在目睹军队扎营福吉谷后，他震惊于部队的恶劣条件，并成为大陆军在国会的代言人，以寻求帮助制定实质性改革的训练、方法和资金支持。1778年，他签署了《联邦条例》。
当康威阴谋案的影响达到峰值时，大陆会议的一些成员试图对乔治·华盛顿投不信任案。一旦法案成功，乔治·华盛顿将被军法审判，并免职大陆军的总司令。在那个时候，古弗尼尔·莫里斯投下决定性一票，打破平局，支持乔治 · 华盛顿继续担任总司令。
1779年，他在国会选举中落选，原始是他倡导的强有力的中央政府理念，与纽约州的分权主义者意见不一致。在他的家乡州落选后，他搬到宾夕法尼亚州费城工作，担任律师和商人。
1780年，莫里斯的左腿受到粉碎性骨折，不得不截肢，并开始使用木制假肢行走。事发原因是他的腿部被马车车轮的辐条碾压致残。莫里斯因一些与已婚和未婚女性的外遇事件而著名，其中一些笑话和八卦均围绕着他。一些观察人士后来表明，他之所以弄伤了他的腿，当时是正在逃离一个嫉妒丈夫的追赶。
尽管因为残疾而自动豁免军事责任，他仍服务社会并加入加入了一个特殊的“内裤”俱乐部，旨在保护纽约城，它也是现代纽约警卫队的前身。
在费城，他被任命为助理财务主管（1781-1785），并在1787年，代表宾夕法尼亚州代表参加制宪会议。1788年，他返回到纽约的住所。
莫里斯在制宪会议之前，一直作为商人居住在费城。在那之后，他开始成为金融事务感兴趣；于是他开始与罗伯特·莫里斯合作。罗伯特·莫里斯和乔治·华盛顿随后推荐他参加费城制宪会议。
费城会议期间，他作为乔治·华盛顿的朋友和盟友，和其他支持者一道，希望建立一个强大的中央政府。莫里斯当选为五人宪法起草委员会成员（威廉·塞缪尔·约翰逊担任主席），主持起草宪法的最终版本。凯瑟琳·德林克·鲍恩在《费城奇迹》中，称莫里斯为委员会的“抄写员（amanuensis）”，这意味着他的钢笔负责着大部分的草案，以及最终版本。
一些人称莫里斯是"抵达核心的一名贵族（an aristocrat to the core）"，并指出"从来没有，也永远不会出现一个文明的社会中没有贵族"。它还称，他认为老百姓无力完成自治，因为他担心穷人会把他们的票卖给富人，因此他认为投票权应限于财富拥有者。
莫里斯也反对承认新成立的西部州，与当时存在的东部州，具有相同平等的基础。他并担心西部荒野的地方，不可能出现“开明”的政治家。麦迪逊在1787年7月11日的会议总结上，指出（莫里斯的）“西部的亲人们没能改变他的观点。在其他反对意见中，必须明确的是，他们将无法使得所有男性选民同样开明的智慧，以分享我们政府的共同利益”。他的原因包括有：“男人的繁忙的地方不应是偏远的荒野，而是适当的政治人才的学校。如果西方势利介入他们，会毁了我们大西洋的利益。“在这种恐惧下，他站在了少数人一派。
在制宪会议上，他的演讲超过任何其他的代表，达到173次。作为一个原则问题，他经常积极辩护那些任何人有权实践他的选择宗教的权利，而不应受到他人打扰。他坚持将这一宗教自由的立场写入宪法。
在费城会议上，莫里斯·古弗尼尔是为数不多的代表公开表示反对国内奴隶制。根据詹姆斯·麦迪逊公布的制宪会议记录，指出1787年8月8日，莫里斯公开反对奴隶制：
|  | 他始终坚持反对国内奴隶制。这是一个邪恶的制度。这是上天对那些支持奴隶制州的诅咒。比较那些中部州的自由地区的，富饶、高贵的种植方式，标志着人民的繁荣和幸福；而在马里兰州和其他拥有奴隶制的地方，人们痛苦和贫困。…继续向南的，你们走过的每一步，那些通过奴隶的地区，只有沙漠的堆积，和可怜虫们的增加。 凭什么规则，奴隶能够被计算入代表？他们是男人吗？那么让他们成为公民，让他们有权力投票。他们是财产么？那么，是否要把其他财产也包括在内？在这个城市（费城）的房子，要远比南卡罗来纳沼泽中所有的奴隶更昂贵。 |

1789年，他抵达法国从事商业活动。1792年至1794年，他担任美国驻法国全权大使。他在那段时间的日记，已经成为法国大革命的一个有价值的记录。它捕捉那个时代的动荡和暴力，甚至包括记录他与女性交往的事务。与托马斯·杰斐逊不同，莫里斯对法国大革命持有更多批判立场，并对被废黜的王后玛丽·安托瓦内特持有更多的同情。
他在1798年回到美国。1800年4月美国参议院纽约地区特别选举中，他当选美国联邦参议院议员，填补由詹姆斯·沃森辞职引起的空缺。任期从1800年5月3日始，直至1803年3月3日。1803年2月，他在连任竞选中落败。
1803年7月4日，他当选荣誉纽约辛辛那提社会的荣誉成员。
离开美国参议院后，1810年到1813年，他担任伊利运河委员会主席。1814年，莫里斯当选美國古文物學會成员。

## 家庭
57岁时，他娶了安妮·加里·伦道夫(“南希”)，她是小托马斯·曼伦道夫的妹妹。而小托马斯曼·伦道夫则是托马斯·杰斐逊女儿、玛莎·杰斐逊·伦道夫的丈夫。莫里斯和他的妻子有一个儿子——小莫里斯·古弗尼尔，他最终成为铁路高管。
莫里斯的同父异母的弟弟，刘易斯·莫里斯是《独立宣言》的签署者。另一个同父异母的弟弟，斯塔茨·隆·莫里斯，是美国革命战争中英军的少将。他的侄子，路易斯·理查德·莫里斯，在佛蒙特州和美国国会任职。他的甥孙是威廉·M·梅雷迪思，美国财政部长，供职于扎伽利·泰勒政府。莫里斯的曾孙也叫古弗尼尔（1876年-1953年），是一名通俗小说和短篇小说的作者。他的一些作品被改编成电影，包括著名的《朗·钱尼》、《惩罚》。

## 去世及身后
莫里斯死于1816年11月6日，因用一块鲸鱼骨作为导管，尝试清理堵塞尿路时感染。他死于他在位于莫里萨尼亚的家中，葬在布朗克斯圣安娜教堂。
莫里斯也成为一名纽约北部的土地主，小镇古弗尼尔镇、以及圣劳伦斯县古弗尼尔村，都以他的名字命名。
1943年，一艘美国自由轮命名为SS古弗尼尔·莫里斯号。它在1974年被废弃。

## 资料
- Brookhiser, Richard. . New York: Free Press. 2003. ISBN 0-7432-2379-9.
- Crawford, Alan Pell. . New York: Simon & Schuster. 2000. ISBN 0-684-83474-X. (A biography of Morris's wife.)
- Fresia, Jerry. . Cambridge: South End Press. 1988.
- Miller, Melanie Randolph, Envoy to the Terror: Gouverneur Morris and the French Revolution (Potomac Books, 2005)
- The Diary and Letters of Gouverneur Morris, Minister of the United States to France; Member of the Constitutional Convention, ed. Anne Cary Morris (1888). 2 vols. online version （页面存档备份，存于）
- Swiggert, Howard. . New York: Doubleday & Co. 1952. loc 52-5540.